# Cole Eiserman
Cole Eiserman (né le 29 août 2006 à Newburyport, État du Massachusetts) est un joueur professionnel américain de hockey sur glace. Il évolue au poste d'attaquant.

## Biographie

### Carrière en club
Eiserman commence sa carrière junior avec l'USNTDP Juniors dans l'USHL en 2022-2023. Il est choisi au 1er tour, en 20e position par les Islanders de New York lors du repêchage d'entrée dans la LNH 2024.

### Carrière internationale
Il représente les États-Unis en sélections jeunes.

## Statistiques

### En club
| Saison    | Équipe                   | Ligue       |    | Saison régulière | Saison régulière | Saison régulière | Saison régulière | Saison régulière |   | Séries éliminatoires | Séries éliminatoires | Séries éliminatoires | Séries éliminatoires | Séries éliminatoires |
| Saison    | Équipe                   | Ligue       | PJ | B                | A                | Pts              | Pun              | PJ               | B | A                    | Pts                  | Pun                  |                      |                      |
| 2022-2023 | États-Unis 17 ans        | NTDP        | 42 | 43               | 29               | 72               | 28               | -                | - | -                    | -                    | -                    |                      |                      |
| 2022-2023 | États-Unis 18 ans        | NTDP        | 20 | 26               | 6                | 32               | 14               | -                | - | -                    | -                    | -                    |                      |                      |
| 2022-2023 | USNTDP Juniors           | USHL        | 32 | 28               | 16               | 44               | 18               | -                | - | -                    | -                    | -                    |                      |                      |
| 2023-2024 | États-Unis 18 ans        | NTDP        | 57 | 58               | 31               | 89               | 34               | -                | - | -                    | -                    | -                    |                      |                      |
| 2023-2024 | USNTDP Juniors           | USHL        | 24 | 25               | 9                | 34               | 6                | -                | - | -                    | -                    | -                    |                      |                      |
| 2024-2025 | Eagles de Boston College | Hockey East | 39 | 25               | 11               | 36               | 27               | -                | - | -                    | -                    | -                    |                      |                      |

### En équipe nationale
| Année | Compétition                          |   | PJ | B | A  | Pts | Pun | +/-               |  | Résultat |
| 2023  | Championnat du monde moins de 18 ans | 7 | 9  | 2 | 11 | 8   | +3  | Médaille d'or     |  |          |
| 2024  | Championnat du monde moins de 18 ans | 7 | 9  | 1 | 10 | 2   | 0   | Médaille d'argent |  |          |
| 2025  | Championnat du monde junior          | 7 | 3  | 4 | 7  | 6   | +1  | Médaille d'or     |  |          |